# Claudia gens
A Claudia gens két előkelő római nemzetséget jelölt a köztársasági időkben, egy patriciust és egy plebejust. A szabin eredetű patríciusokat i. e. 504-ben vették fel a római arisztokrácia soraiba. Az alábbi cognomenek voltak jellemzőek a nemzetségre: Caecus, Caudex, Centho, Crassus, Nero, Pulcher, Regillensis és Sabinus, ezek azonban nem jelöltek külön családokat. A családba egyetlen alkalommal adoptáltak új tagot, mégpedig Claudius császár tette ezt az ifjú Lucius Domitius Ahenobarbusszal, a későbbi Nero császárral.
A plebejus Claudiusok az alábbi mellékneveket viselték: Asellus, Canina, Centumalus, Cicero, Flamen, Marcellus.

## A patrícius Claudiusok
- Appius Claudius Sabinus Regillensis, a nemzetség alapítója a hagyomány szerint Kr. e. 504-ben települt át híveivel Rómába, amiért a patriciusok közé fogadták. Kr. e. 495-ben consul volt.
- Appius Claudius Sabinus, az előbbi fia, Kr. e. 471-ben volt consul.
- Caius Claudius Sabinus, az előbbi öccse, Kr. e. 460-ban volt consul.
- Appius Claudius Crassus, Appius Sabinus fia (bár elképzelhető, hogy azonos vele), Kr. e. 451-ben consul, Kr. e. 451-ben és Kr. e. 450-ben decemvir volt.
- Appius Claudius Crassus, az előbbi fia. Kr. e. 424-ben consuli hatalmú katonai tribunus volt.
- Publius Claudius Crassus, az előbbi öccse.
- Appius Claudius Crassus, az előbbi unokaöccse, Kr. e. 424 katonai tribunusának fia, Kr. e. 403-ban maga is katonai tribunus volt. Részt vett Veii elfoglalásában Kr. e. 396-ban. Nevéhez fűződik azon rendelkezés megalkotása, miszerint a néptribunusok megvétózhatják egymás intézkedéseit.
- Appius Claudius Crassus, az előbbi unokatestvére, Publius Crassus fia a Kr. e. 367-es Licinius-féle törvények egyik fő ellenzője volt. Kr. e. 362-ben dictatorként győzelmet aratott a hernicusok felett. Kr. e. 349-ben consul lett, de hivatali éve elején meghalt.
- Caius Claudius Crassus, Appius Crassus, Kr. e. 403 katonai tribunusának fia. Kr. e. 337-ben dictatorrá nevezték ki, de az augurok által látott rossz ómen miatt azonnal lemondott.
- Appius Claudius Caecus, az előbbi fia, az egyik első ismert római szónok, Kr. e. 312-ben censor.
- Appius Claudius Caudex, az előbbi fivére. Kr. e. 264-ben consulként az első pun háború kitöréséhez vezető hadműveleteket vezette: felmentette a messinai mamertinusokat II. Hierón szürakuszai türannosz ostroma alól, majd helyőrséget a városban helyőrséget hagyva hazatért.
- Appius Claudius Crassus Rufus, Appius Caecus fia Kr. e. 268-ban volt consul. Ő viselte utolsóként a Crassus cognoment a Claudiusok közül.

### A Centho-ág
- Caius Claudius Centho vagy Cento, Appius Caecus fia Kr. e. 240-ben consul, Kr. e. 217-ben interrex, Kr. e. 213-ban pedig dictator volt.
- Caius Claudius Centho vagy Cento, feltehetően Caius Centho unokája. A második római–makedón háború során Publius Sulpicius Galba Maximus alatt szolgálva Kr. e. 200-ban felmentette az V. Philipposz által ostromlott Athént, majd elfoglalta az euboiai Khalkiszt.
- Appius Claudius Centho vagy Cento, az előbbi fivére. Kr. e. 178-ban aedilis, Kr. e. 175-ben pedig praetor lett Hispania Citerior élén: ilyen minőségben legyőzte a keltibéreket. Kr. e. 173-ban a lázongó thesszáliaiakat csillapította le, Kr. e. 172-ben követséget vezetett Perszeusz makedón királyhoz. Kr. e. 170-ben Aulus Hostilius Mancinus legatusaként Illíriában hadakozott, de Hüszkana mellett vereséget szenvedett.

### A Pulcher-ág
- Publius Claudius Pulcher, Appius Caecus fia Kr. e. 249-ben volt consul. Sikertelenül harcolt a punok ellen, később hazaárulással vádolták meg.
- Appius Claudius Pulcher, Publius Pulcher fia, consul Kr. e. 212-ben. A Hannibal elleni második pun háborúban halt meg.
- Appius Claudius Pulcher, az előbbi fia, consul volt Kr. e. 185-ben. részt vett a második római–makedón háborúban és a III. Antiokhosz ellen vívott harcokban.
- Publius Claudius Pulcher, az előbbi fivére Kr. e. 189-ben aedilis curulis, Kr. e. 188-ban praetor, Kr. e. 184-ben consul volt. Kr. e. 181-ben részt vett a graviscae-i colonia alapításával megbízott hármas bizottságban.
- Caius Claudius Pulcher, az előbbiek fivére Kr. e. 177-ben volt consul és Kr. e. 169-ben censor.
- Appius Claudius Pulcher, Kr. e. 185 hasonló nevű consuljának fia, Kr. e. 143 egyik consulja, Tiberius Gracchus támogatója volt.
- Caius Claudius Pulcher, a hasonló nevű Kr. e. 177. évi consul fia, Kr. e. 130-ban volt consul.
- Appius Claudius Pulcher, az előbbi fia.
- Caius Claudius Pulcher, az előbbi fivére.
- Appius Claudius Pulcher, a hasonló nevű Kr. e. 143. évi consul fia. Állítólag tréfás természetű volt, egyébként apjához hasonlóan ifjabb Scipio ellenfelének számított.
- Caius Claudius Pulcher Kr. e. 130 consuljának Appius nevű fiától származó unokája. Kr. e. 100-ban fegyvert fogott Saturninus ellen; Kr. e. 99-ben aedilis curulisként először vonultatott fel elefántokat a játékokon. Kr. e. 95-ben Szardíniát igazgatta praetorként, amely minőségben a halesinusok senatusának megválasztását szabályozta, a mamertinusok pedig pártfogójukká választották. Kr. e. 92-ben consul volt.
- Appius Claudius Pulcher, az előbbi fivére Sulla oldalán vett részt a Marius elleni harcokban, noha Kr. e. 87-ben beengedte az ellenséges csapatokat a rábízott Ianuculumi-kapun. Kr. e. 77-ben nagy szerepe volt Marcus Aemilius Lepidus felkelésének leverésében.
- Appius Claudius Pulcher, az előbbiek unokatestvére, Kr. e. 130 consuljának Caius nevű fiától származó unokája. Kr. e. 79-ben consul volt, noha korábban nem választották aedilisszé. Tartománya Macedonia lett, ennek élén hunyt el Kr. e. 76 előtt.
- Appius Claudius Pulcher, Kr. e. 143 consuljának unokája Appius nevű fiától. Aedilisként megünnepelte a megalesiai játékokat. Kr. e. 89-ben praetor volt, majd propraetori minőségben Kr. e. 87-ben vereséget szenvedett Cinnától, mire egy tribunus vádat emelt ellene, és megvonták tőle a parancsnokságot. Kr. e. 86-ban unokaöccse, Lucius Marcius Philippus censor törölte a senatorok közül. Kr. e. 82-ben Sulla oldalán Róma ellen vonult, a harcban esett el.
- Caius Claudius Pulcher, az előbbi fivére, aedilisként szintén megtartotta a megalesiai játékokat. Kr. e. 73-ban praetor volt, serege vereséget szenvedett Spartacustól a Vezúvnál.
- Appius Claudius Pulcher, az előbbi unokaöccse, Kr. e. 89 praetorának fia. Consul Kr. e. 54-ben, censor Kr. e. 50-ben.
- Caius Claudius Pulcher, az előbbi fivére, Kr. e. 58-ban Caesar legatusa, Kr. e. 56-ban praetor, majd két évig Asia helytartója. Hazatérve Marcus Servilius vádat emelt ellene, de lefizette vádlóját és elmenekült. Kr. e. 52-ben már nem élt.
- Publius Clodius Pulcher, az előbbiek fivére, Cicero nagy ellenfele, Kr. e. 58-ban néptribunus, Kr. e. 56-ban aedilis.
- Appius Claudius Pulcher és Appius Claudius Pulcher, az előbbi unokaöccsei Caius nevű öccsétől. Egyiküket, akit eredetileg Caiusnak hívtak, a fiúgyermek nélkül maradt Appius nagybátyjuk valószínűleg örökbe fogadta, innen a névazonosság. Mindketten részt vettek Clodius nagybátyjuk halála után Milo megvádolásában. A fiatalabbik Kr. e. 51-ben megvádolta Serviliust, hogy hagyta magát időközben elhunyt apjától megvesztegetni, ám végül ő került a vádlottak padjára visszaélések miatt, míg Servilius elmenekült. Az idősebbik Kr. e. 50-ben hazavezette Galliából Caesar Pompeiustól kölcsönkapott legióit. Kr. e. 38-ban egyikük consulságra jutott, de nem lehet eldönteni, hogy melyikük.
- Publius Clodius Pulcher, az előbbiek unokatestvére, Clodius fia. Kicsi volt még, amikor apja meghalt, és Milo állítólag őt is meg akarta gyilkolni. Ifjúkorát kicsapongásokkal töltötte, amitől egészsége megrendült, és fiatalon meghalt.

### A Nero-ág
- Tiberius Claudius Nero, Appius Caecus fia.
- Caius Claudius Nero, consul Kr. e. 207-ben, censor Kr. e. 204-ben. Rokonsági viszonyai nem tisztázottak.
- Caius Claudius Nero, valószínűleg az előbbi fia, Kr. e. 181-ben praetor Szicíliában.
- Appius Claudius Nero, Kr. e. 195-ben praetor Hispania Ulterior élén, Kr. e. 189-ben a Kis-Ázsiába küldött tíztagú bizottság tagja volt.
- Tiberius Claudius Nero, Kr. e. 204-ben praetor Szardínia élén, Kr. e. 202-ben consul. Africába kellett volna mennie Scipiónak segíteni, ám a flottáját vihar támadta meg. Populoniába vetődött, ahonnan Elba szigetén át Korzikára hajózott, majd nagy nehézségek árán átment Szardíniára. Végül itt volt kénytelen telelni, így hivatali éve eredménytelenül végződött.
- Tiberius Claudius Nero, praetor Kr. e. 178-ban és Kr. e. 165-ben. Első hivatali évében praetor peregrinus volt, ám a toborozni küldött Marcus Junius consul helyett Pisaebe kellett mennie. Második hivatali évében Szicília helytartója volt. Közben Kr. e. 172-ben egy kis-ázsiai követségnek is tagja volt.
- Tiberius Claudius Nero, Pompeius tisztje Kr. e. 66-ban, a kalózok elleni háborúban. Valószínűleg ő javasolta a Catilina-felkelés résztvevőinek.
- Tiberius Claudius Nero, valószínűleg az előbbi fia, Tiberius császár apja.
- Tiberius Claudius Nero, az előbbi fia, Tiberius néven császár. Augustus adoptálta a Iuliusok közé.
- Nero Claudius Drusus (eredetileg Decimus), az előbbi fivére, consul Kr. e. 9-ben.
- Drusus Iulius Caesar (eredetileg Nero Claudius Drusus), Tiberius fia, aki apja adopciójakor maga is Iuliusszá vált.
- Germanicus Iulius Caesar (eredetileg Nero Claudius Drusus vagy Tiberius Claudius Nero), az előbbi unokatestvére, Tiberius unokaöccse, Drusus fia. Tiberius adoptálta, így Iuliusszá vált, ahogy gyermekei is, köztük Caligula.
- Tiberius Claudius Drusus, később Tiberius Claudius Nero az előbbi fivére, Claudius néven császár.
- Lucius Domitius Ahenobarbus, Nero néven császár. Anyai ágon claudiusi származású volt, Claudius császár adoptálta.

## A plebejus Claudiusok

### A Claudius Asellusok
- Titus Claudius Asellus, praetor Kr. e. 206-ban
- Titus Claudius Asellus, néptribunus Kr. e. 139-ben

### A Claudius Caninák
- Caius Claudius Canina, consul Kr. e. 285-ben és 273-ban, censor Kr. e. 270-ben

### A Claudius Centumalusok
- Titus Claudius Centumalus, adásvételi csalás miatt Publius Calpurnius Lanarius megvádolta, és az ifjabb Cato apja, Marcus Porcius Cato ítélte el

### A Claudius Cicerók
- Caius Claudius Cicero, néptribunus Kr. e. 454-ben

### A Claudius Flamenek
- Quintus Claudius Flamen, praetor Kr. e. 209-ben

### A Claudius Marcellusok
- Marcus Claudius Marcellus, Kr. e. 331. egyik consulja. Kr. e. 327-ben dictatori kinevezését az augurok akadályozták meg, feltehetően plebejus származása miatt.
- Marcus Claudius Marcellus, feltehetően az előbbi fia, consul Kr. e. 287-ben
- Marcus Claudius Marcellus, a következő apja, egyébként ismeretlen
- Marcus Claudius Marcellus, consul Kr. e. 222-ben és 215-ben, Siracusa elfoglalója
- Marcus Claudius Marcellus, az előbbi fia, consul Kr. e. 196-ban és Kr. e. 189-ben
- Marcus Claudius Marcellus, valószínűleg az előbbi fivére, praetor Kr. e. 185-ben, consul Kr. e. 183-ban
- Marcus Claudius Marcellus, az előbbi unokaöccse, három alkalommal consul (Kr. e. 166.; Kr. e. 155.; Kr. e. 152.)
- Marcus Claudius Marcellus, az előbbi fia és a következő apja
- Marcus Claudius Marcellus, aedilis curulis Kr. e. 91-ben, az előbbi fia, a következő apja
- Marcus Claudius Marcellus, az előbbi fia, Cicero barátja, consul Kr. e. 51-ben
- Caius Claudius Marcellus, az előbbi testvére, consul Kr. e. 49-ben
- Caius Claudius Marcellus, az előbbiek nagybátyja, praetor Kr. e. 80-ban, Szicília helytartója, Cicero barátja
- Caius Claudius Marcellus, az előbbi fia, consul Kr. e. 50-ben, Cicero barátja, Octavia férje
- Marcus Claudius Marcellus, az előbbi fia, Augustus unokaöccse és örökösjelöltje. Kr. e. 23-ban, aedilis curulisi évében hunyt el

#### A Cornelius Lentulusok közé adoptált Claudius Marcellusok és az Aeserninus-ág
- Marcus Claudius Marcellus, Marius tisztje i. e. 102-ben, Aeserninus-ág őse
- Publius Cornelius Lentulus Marcellinus, az előző fia, i. e. 67-ben Pompeius tisztje a kalózok elleni háborúban. Nem tudni, hogy ki adoptálta a Cornelius Lentulusok közül.
- Cnaeus Cornelius Lentulus Marcellinus, az előbbi fia, consul i. e. 56-ban
- Cornelius Lentulus Marcellinus, praenomenje talán Publius, feltehetően az előbbi fia. i. e. 48-ban Caesar quaestora Dyrrachium környékén. Pompeius súlyos veszteségeket okozott neki a rábízott védvonalaknál, és csak Marcus Antonius segítsége mentette meg.
- Publius Cornelius Lentulus Marcellinus, talán az előző fia, de lehet, hogy a névazonnság ellenére fivére. Consul volt i. e. 18-ban.
- Marcus Claudius Marcellus Aeserninus, Marius tisztjének fia, a Corneliusok közé adoptált Publius fivére. Fiatalemberként tanúskodott Verres perében (i. e. 70)
- Marcus Claudius Marcellus Aeserninus, quaestor Hispania provinciában i. e. 48-ban, a cordubai lázadók vezére, Caesar párthíve. Quintus Cassius Longinus helytartóval kerülte az összecsapást, majd hadait átadta Marcus Aemilius Lepidusnak, az új proconsulnak. Talán az előző fia, de egyesek szerint azonos vele.
- Marcus Claudius Marcellus Aeserninus, consul i. e. 22-ben, talán az előzővel azonos. Caius Asinius Pollio lányát, Asiniát vette feleségül.

#### Ismeretlen származású Claudius Marcellusok
- Marcus Claudius Marcellus, aedilis plebis Kr. e. 216-ban
- Marcus Claudius Marcellus, praetor Kr. e. 188-ban, aki kiadott két római nemest a karthágóiaknak azok követeinek megsértése miatt. Egyesek szerint őt választották meg Kr. e. 183-ban consulnak, nem pedig Kr. e. 185 praetorát
- Marcus Claudius Marcellus, néptribunus Kr. e. 171-ben
- Marcus Claudius Marcellus, praetor Kr. e. 137-ben
- Marcus Claudius Marcellus, Catilina barátja és társa az összeesküvésben. Miután fény derült cselszövésükre, lázadást akart szítani a peligniaiak között, azonban Lucius Bibulus praetor gyorsan lecsapott a felkelőkre, vezérüket pedig kivégeztette.
- Caius Claudius Marcellus, az előbbi fia, aki mindenben osztotta nézeteit, és maga is részt vett az összeesküvésben. A leleplezésük után Capuába menekült, hogy fellázítsa a rabszolgákat és a gladiátorokat, azonban Publius Sestius kiverte innen. Bruttiumba menekült, ahol kivégezték.